# Noiron-sur-Seine
Noiron-sur-Seine ist eine französische Gemeinde mit 59 Einwohnern (Stand: 1. Januar 2022) im Département Côte-d’Or in der Region Bourgogne-Franche-Comté (vor 2016 Burgund). Sie gehört zum Arrondissement Montbard und zum Gemeindeverband Pays Châtillonnais.

## Geografie
Noiron-sur-Seine liegt im Norden des Départements Côte-d’Or, nahe der Grenze zum Département Aube und zur Region Grand Est, etwa 55 Kilometer südöstlich von Troyes und 95 Kilometer nordwestlich von Dijon. Die östliche Grenze des 11,38 km² umfassenden Gemeindegebietes wird vom Oberlauf der Seine markiert. Das Dorf Noiron liegt ungefähr zwei Kilometer vom Seineufer entfernt in einem Seitental, das vom Bach La Noue Rot geschaffen wurde. Abgesehen vom Abschnitt zwischen dem Dorf Noiron und dem Ufer der Seine ist der Rest der Gemeinde (über 80 %) von Wald bedeckt; der Forêt Domaniale de Charme Boullerain – in Teilen als Naturschutzgebiet ausgewiesen – ist dabei aber nur ein Teil eines viel größeren Waldgebietes, das sich weitere sieben Kilometer nach Norden und zehn Kilometer nach Südwesten ausbreitet. Eine Besonderheit sind drei Rodungsinseln im Wald, die als Hanglagen nach Süden und Osten geneigt mit Weinreben bestockt sind. Obwohl weit nördlich der zusammenhängenden Weinbauregion Burgund gelegen, dürfen die Winzer der Gemeinde ihre Weine als Crémant de Bourgogne, Bourgogne Aligoté und Bourgogne Grand Ordinaire vermarkten. Umgeben wird Noiron-sur-Seine von den Nachbargemeinden Gomméville im Norden, Charrey-sur-Seine im Osten, Pothières im Süden sowie Bouix im Westen.

## Bevölkerungsentwicklung
| Jahr      | 1962 | 1968 | 1975 | 1982 | 1990 | 1999 | 2006 | 2014 | 2021 |
| Einwohner | 147  | 131  | 114  | 109  | 98   | 91   | 91   | 81   | 61   |

Im Jahr 1806 wurde mit 374 Bewohnern die bisher höchste Einwohnerzahl ermittelt. Die Zahlen basieren auf den Daten von cassini.ehess und INSEE.

## Sehenswürdigkeiten
- Kirche Saint-Pierre-et-Saint-Paul aus dem 15. Jahrhundert, Monument historique[3]
- Rathaus- und Schulgebäude (mairie-école) aus dem Jahr 1859[4]
- Lavoir
- drei Flurkreuze

Kirche Saint-Pierre
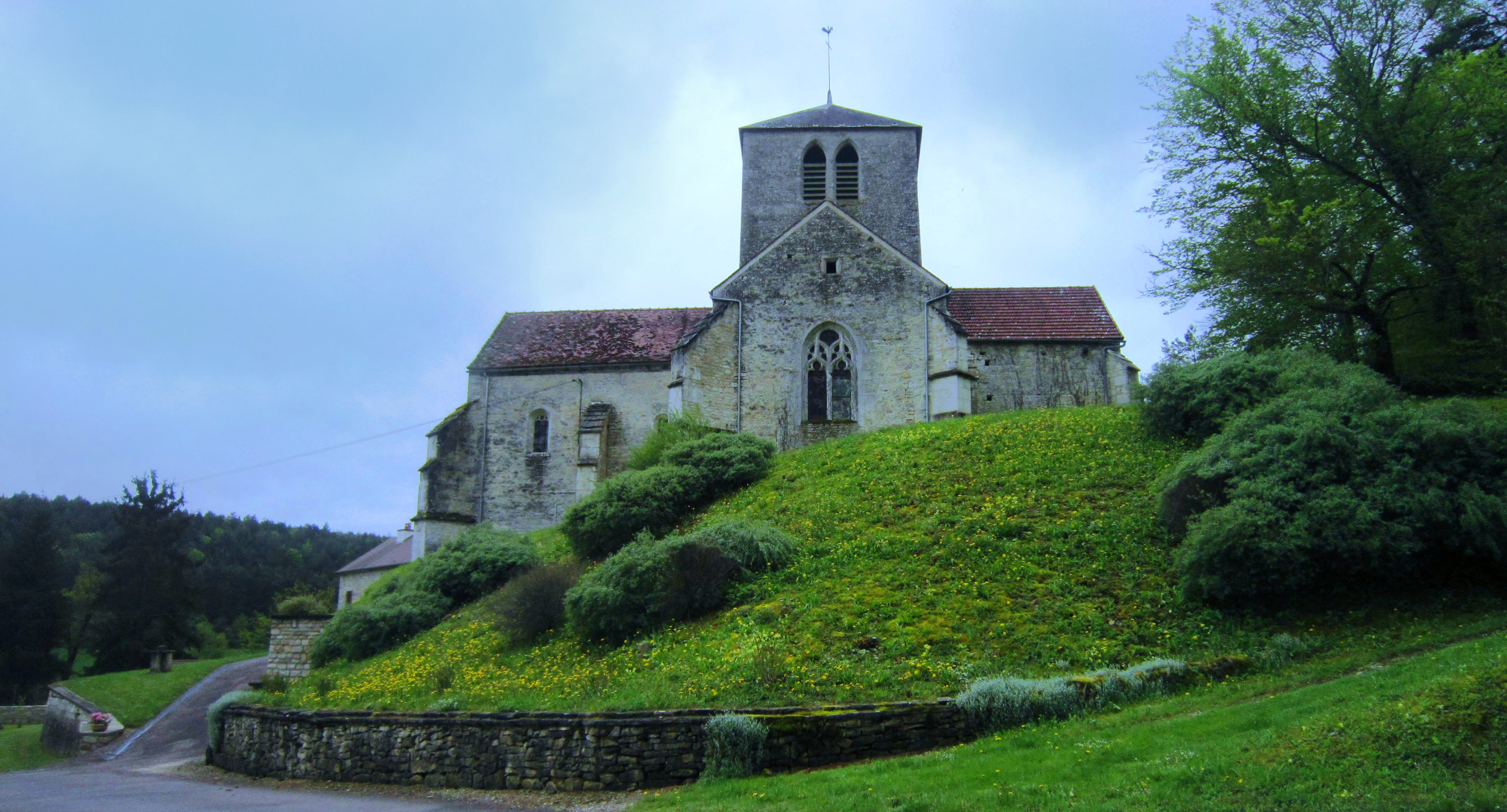
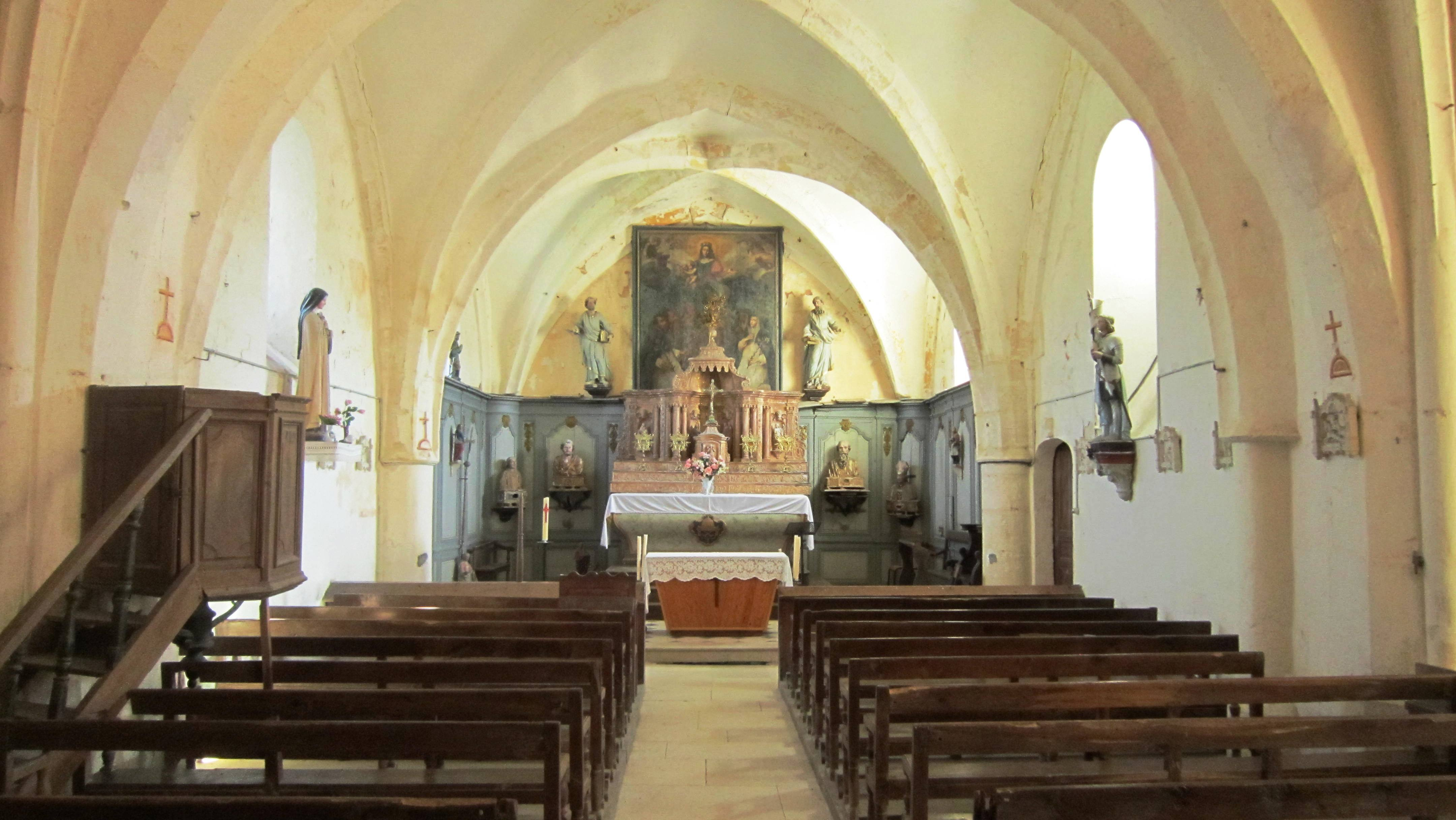
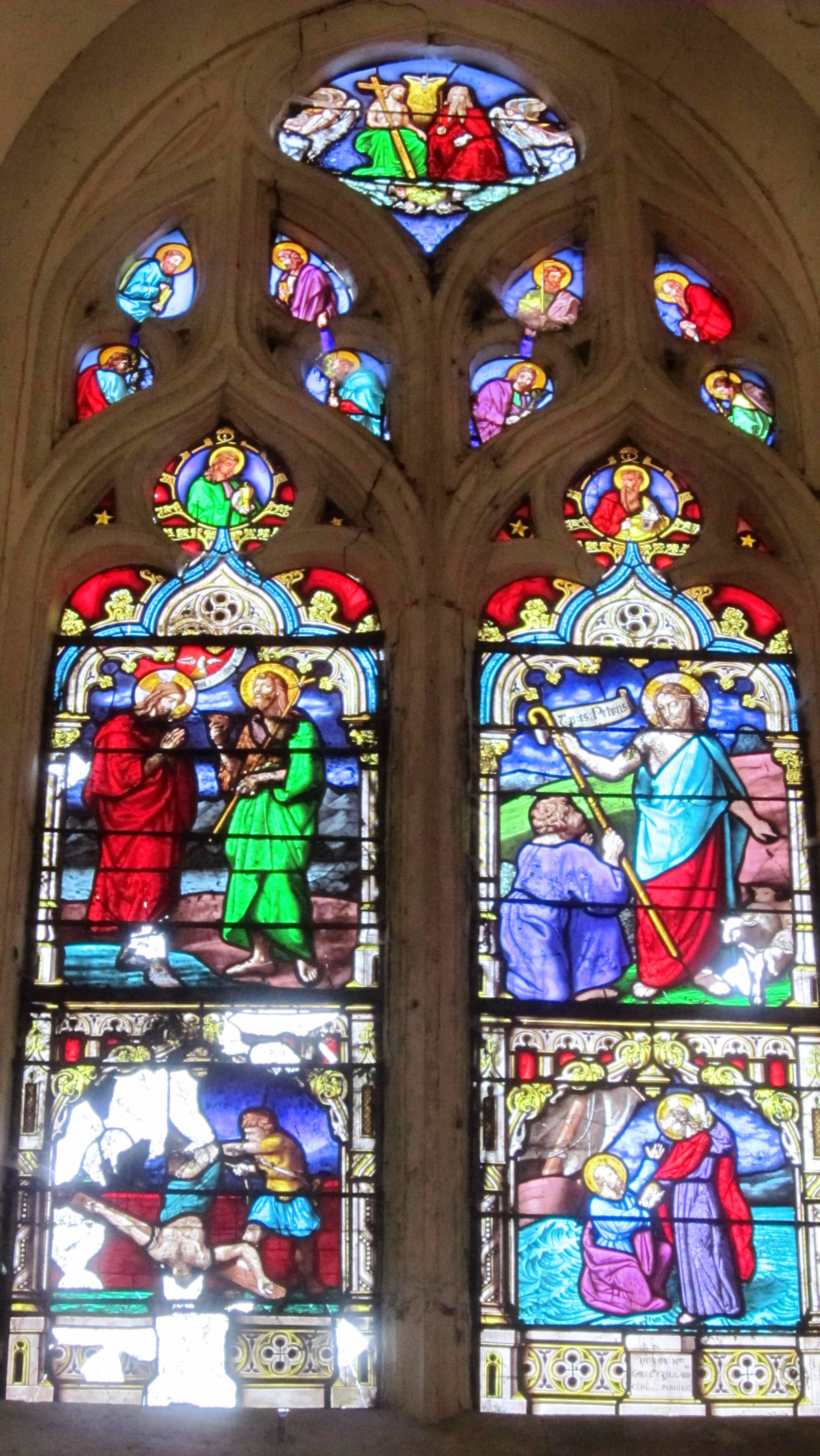
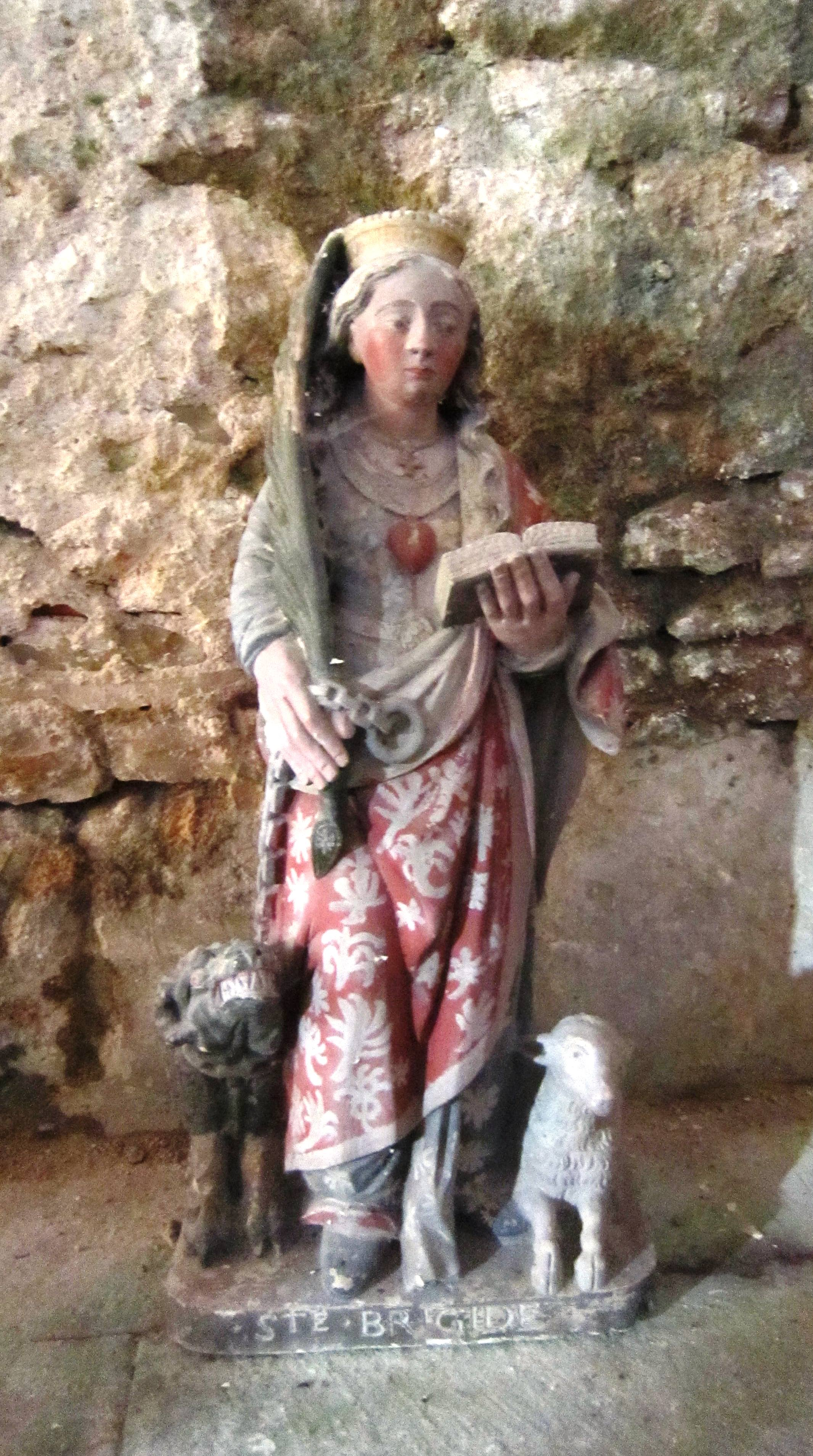
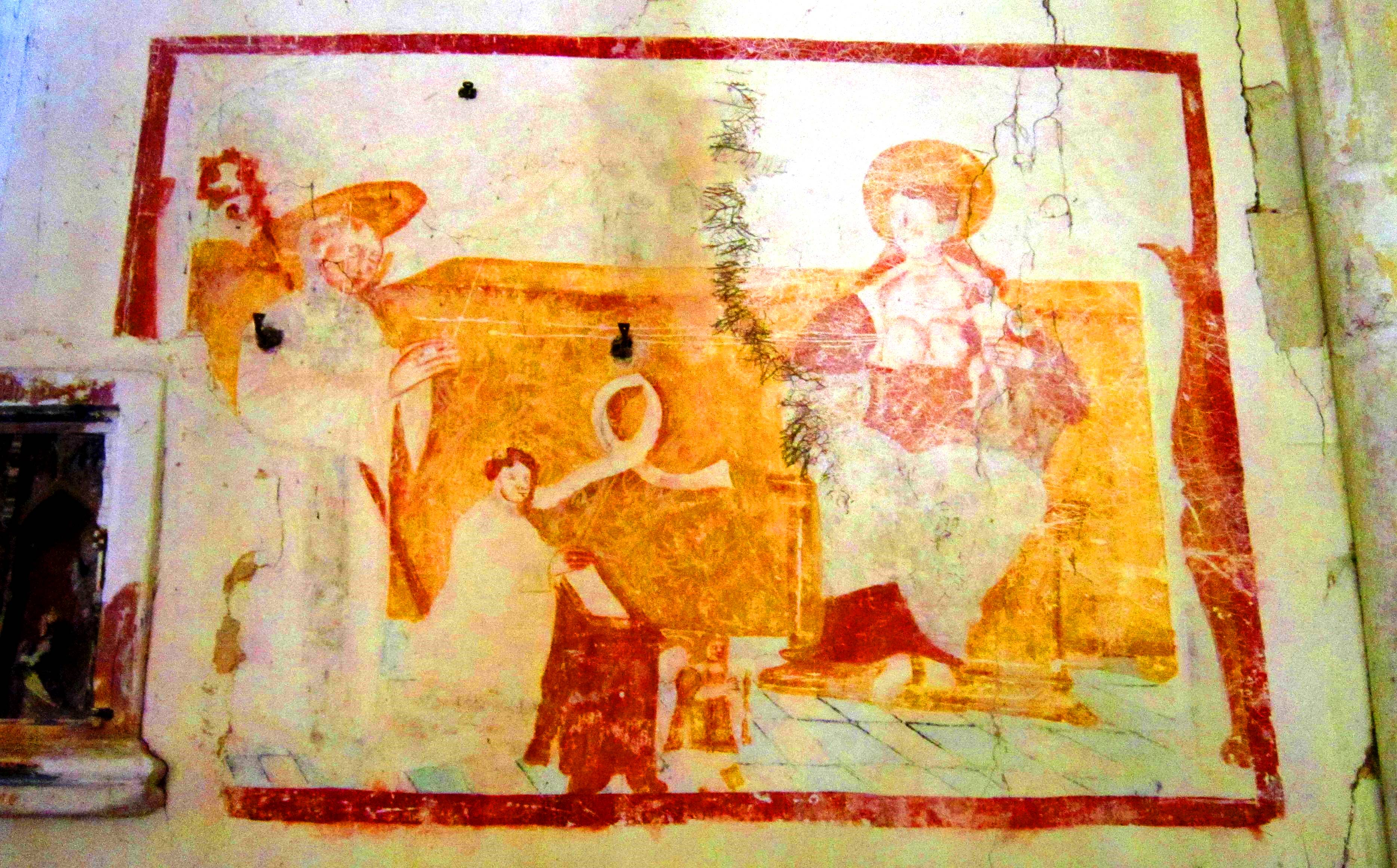

## Wirtschaft und Infrastruktur
In Noiron-sur-Seine gibt es mehrere Landwirtschaftsbetriebe (Weinbau, Schweinezucht) und einen Forstbetrieb.
Noiron-sur-Seine ist nur vom Seinetal aus erreichbar, von Norden über Gomméville und von Süden über Charrey-sur-Seine. Im 33 Kilometer nordöstlich gelegenen Beurey besteht ein Anschluss an die Autoroute A 5 von Troyes nach Langres.

## Belege
1. ↑  Noiron-sur-Seine auf cassini.ehess.fr
2. ↑  Noiron-sur-Seine auf insee.fr
3. ↑  Eglise Saint-Pierre-et-Saint-Paul in der Base Mérimée des französischen Kulturministeriums (französisch)
4. ↑  Mairie, école in der Base Mérimée des französischen Kulturministeriums (französisch)
5. ↑  Land- und Forstwirte auf annuaire-mairie,fr